# Leipziger Schützengesellschaft

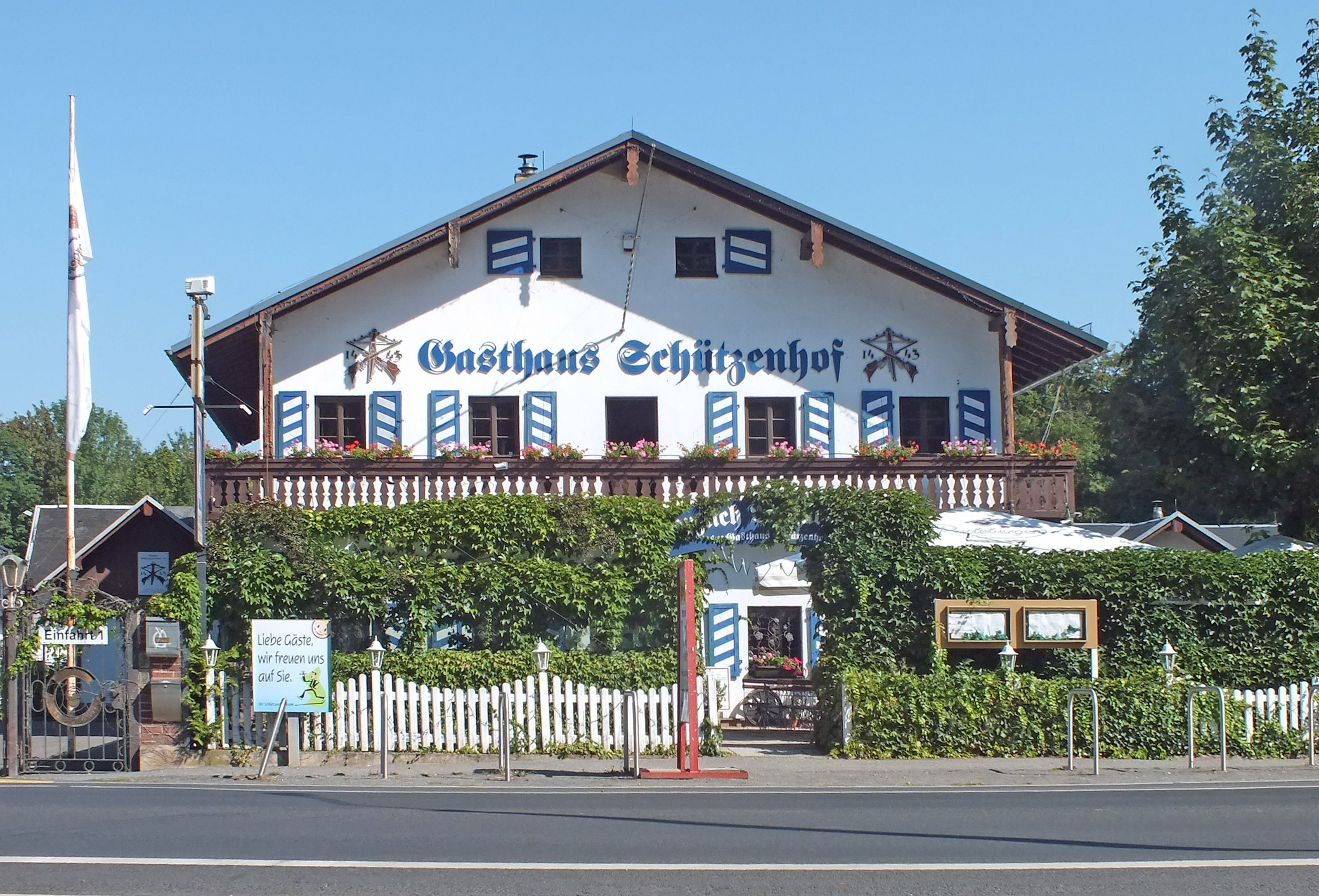
Schützenhof (2022)

Die Leipziger Schützengesellschaft ist ein eingetragener Verein mit dem Ziel der Ausübung des Schießsports.

## Verein
Die Leipziger Schützengesellschaft hat über 320 Mitglieder und ist damit der größte Schützenverein in Sachsen. Mit ihrer Ersterwähnung vor über 570 Jahren ist sie der älteste Sportverein in Leipzig. Sie ist Mitglied im Deutschen Schützenbund, im Sächsischen Schützenbund und im Stadtsportbund Leipzig. Sie wird geleitet von einem 15-köpfigen Präsidium.
Die Mitglieder der Gesellschaft betreiben Schießsport in zahlreichen Disziplinen mit Druckluft-, Kleinkaliber- und Großkaliberwaffen, mit Vorderladern oder als Wurftaubenschießen. Es gibt Westernschießen und auch eine Field-Target-Abteilung. Einige Disziplinen werden auf einer Anlage in Leipzig-Stahmeln ausgeübt.
Neben intensivem Training und umfangreicher Jugendarbeit finden auch regelmäßig Wettkämpfe statt, die auch überregional sein können, wie Landesmeisterschaften. Es werden aber auch Veranstaltungen, wie das Firmenschießen oder jenes für Jedermann angeboten, bei denen Privatpersonen unter Aufsicht und fachlicher Anleitung die Anlage nutzen können.

## Anlage
Die Anlage der Leipziger Schützengesellschaft befindet sich nördlich der Hans-Driesch-Straße auf einem zwölf Hektar großen Gelände beiderseits der Kleinen Luppe. Es gibt zahlreiche Schießstände mit Längen zwischen 25 und 300 Meter.
Für Gastronomie sorgen das 1920 im Schweizerstil erbaute und unter Denkmalschutz stehende öffentliche „Gasthaus Schützenhof“ mit Gaststätte, Saal und Vereinszimmer, die Sportversorgung „Zur Wildsau“ und der Freiluftimbiss/Grill „Alte Wache“. Auf dem Gelände befindet sich ferner eine Pension mit Einzel- und Doppelzimmern.

## Geschichte
Die Tradition der Leipziger Schützengesellschaft geht auf das Jahr 1443 zurück, als die St.-Sebastian-Gesellschaft in einer vom Rat der Stadt bestätigten „Ordnung der Büchsenschützen“ genannt wurde. Die älteste Schießstelle befand sich in der Nähe des Marstalls, der sich zu dieser Zeit noch in der Ritterstraße befand. Von einem Kampfeinsatz für den Landesherrn 1449 im Sächsischen Bruderkrieg abgesehen, galten die Aktivitäten der Schützengesellschaft stets dem friedlichen Wettstreit und dem Vergnügen.

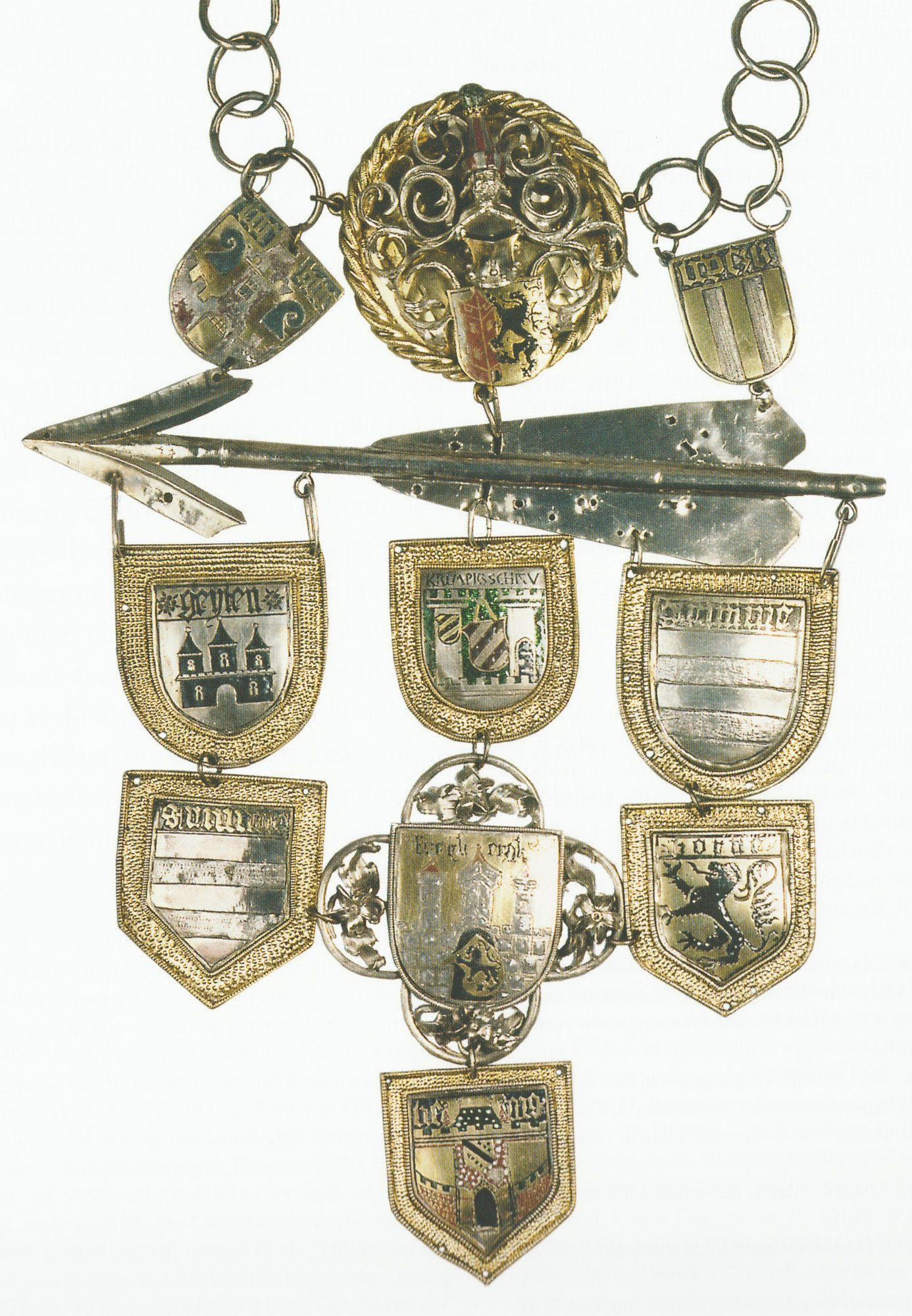
Der Städte Kleinod

Bereits 1456 wetteiferten die Leipziger Schützen in Grimma mit 23 weiteren sächsischen Städten um die Trophäe „Der Städte Kleinod“, die bei weiteren Wettkämpfen jeweils um das Wappen der Siegerstadt erweitert wurde. 1498 fand im Beisein von Herzog Georg dem Bärtigen (1471–1539) das erste öffentliche Schießen mit Feuerwaffen statt. Dabei schossen die Büchsenschützen auf Rundscheiben und die Armbrustschützen auf zerlegbare Vogelscheiben. Die Siegerpreise betrugen bei den Büchsenschützen 100 Gulden, bei den Armbrustschützen 50 Gulden. Solche Veranstaltungen nahmen bald Volksfestcharakter an mit Lostöpfen, Schank- und Würfelbuden für das Publikum.
1580 teilte sich die Schützengesellschaft in Armbrust- und Büchsenschützen. Die Armbrustschützen nutzten ein der Gesellschaft gehörendes Schießhaus am Ranstädter Tor, während die Büchsenschützen 1588 ihre Schießanlage als Petersschießgraben zwischen heutiger Münzgasse und Peterssteinweg mit einem Kopfbau am nördlichen Ende anlegten, wo sich heute der Münzblock befindet. Beide Anlagen waren von hohen Sicherungsmauern umgeben. Während des Siebenjährigen Krieges und der Völkerschlacht war im Petersschießgraben ein Lazarett eingerichtet.

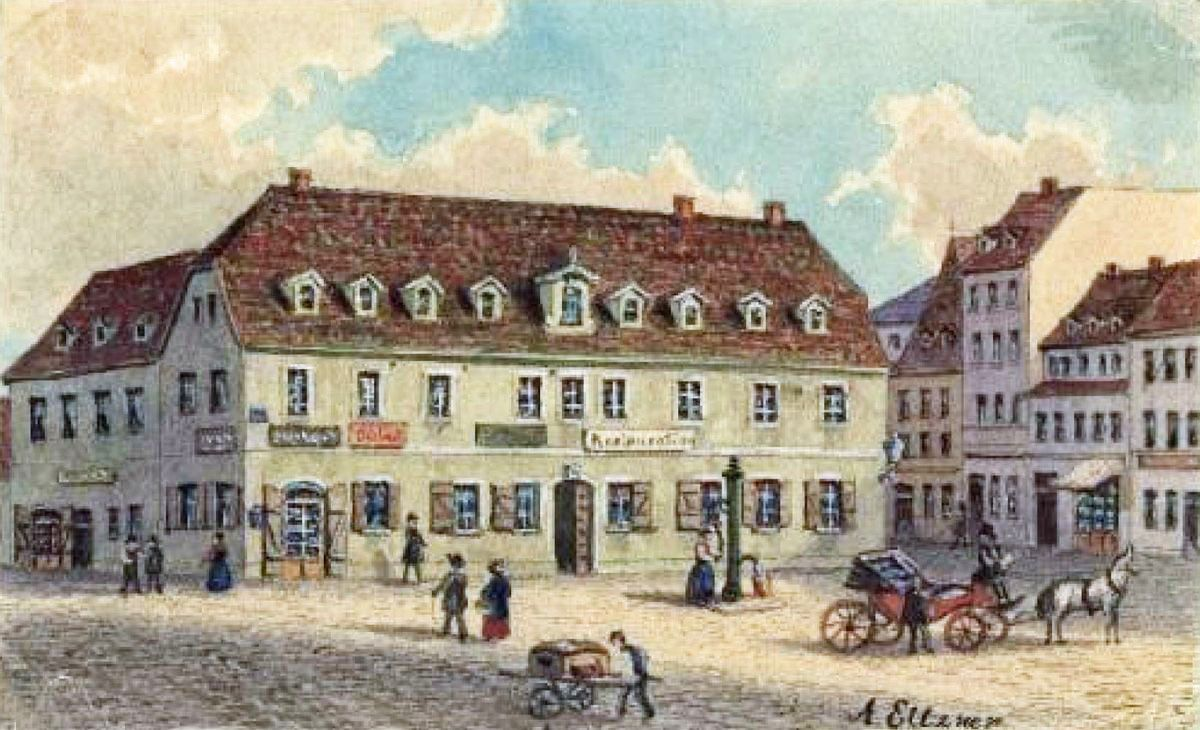
Der Petersschießgraben um 1880, die Schützen waren 1833 umgezogen.
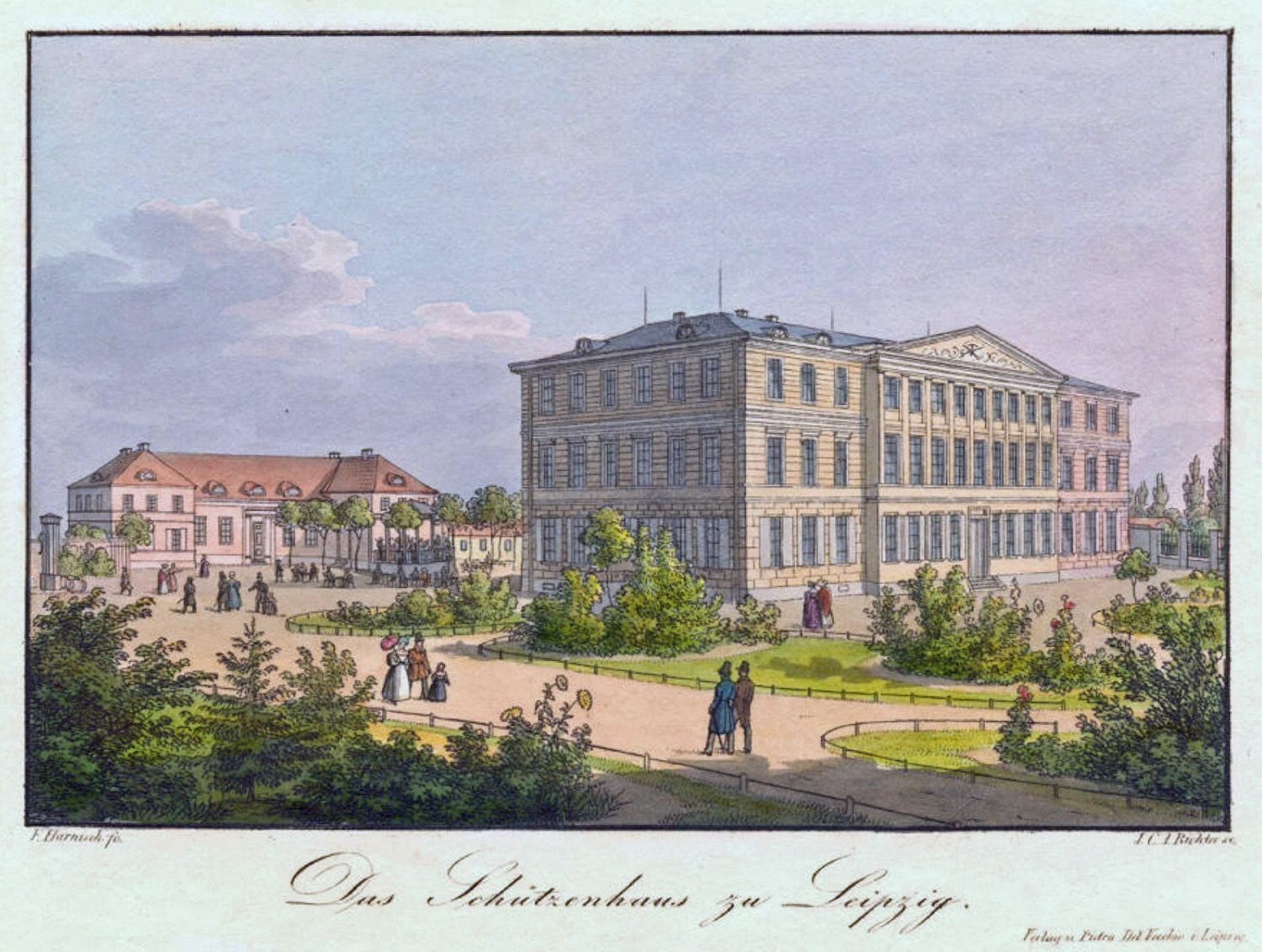
Das Schützenhaus an der Schützenstraße (1835)
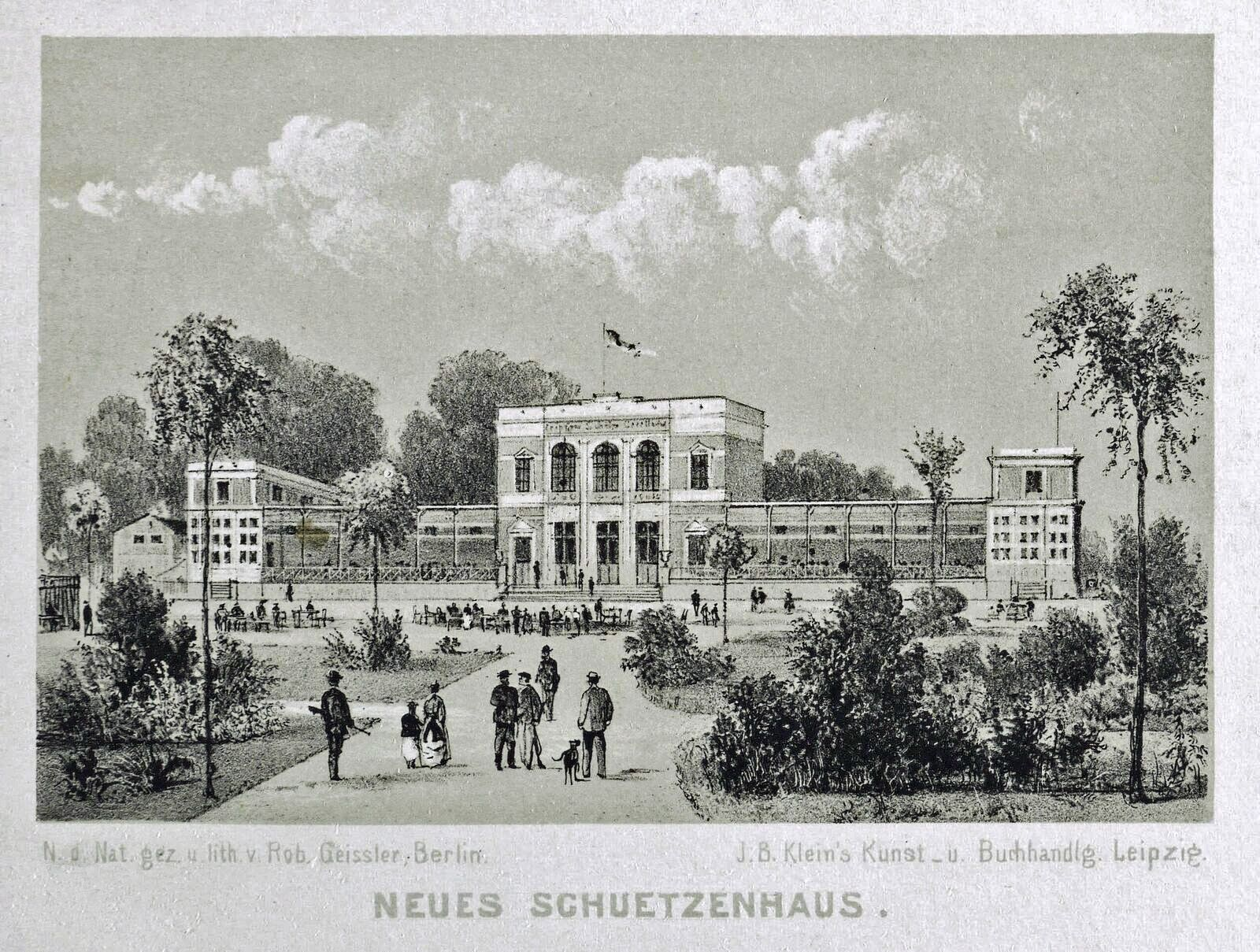
Das Schützenhaus auf den Frankfurter Wiesen (1871)

1826 vereinigten sich  die Büchsen- und die Armbrustschützen wieder zu einer Gesellschaft. 1833 verkaufte die Schützengesellschaft den Petersschießgraben und die gesamte Gesellschaft zog in das neue Schützenhaus an der Schützenstraße (vormals Hintergasse), östlich der Stadt, das nach Entwürfen des Architekten Albert Geutebrück (1801–1868) im klassizistischen Stil erbaut worden war und dem sich ein bereits 1832 errichteter Schießstand samt Gewehrhaus anschloss. Das Schützenhaus mit seinen drei Sälen wurde zu geselligen Veranstaltungen der Schützen aber auch anderweitig genutzt.
1848 verlegte die Schützengesellschaft ihre Schießstände aus der wachsenden Ostvorstadt auf den nördlichen Teil der Frankfurter Wiesen und erbaute dort 1868 ein neues Schützenhaus. Um das verkaufte bisherige Schützenhaus entwickelte sich das Vergnügungsgelände Krystallpalast. Mit dem Bau des Elsterbeckens auf den Frankfurter Wiesen um 1920 musste auch das neue Schützenhaus weichen, und es erfolgte 1924 der Umzug in das heutige Domizil im zum Stadtteil Leutzsch gehörenden Geschlossenen Holz.
Im Zweiten Weltkrieg erlitt die Anlage Schäden durch Luftangriffe, und nach 1945 wurde die Gesellschaft aufgelöst und bis 1951 jeglicher Schießbetrieb untersagt. Die Gaststätte firmierte unter „Waldgaststätte Radrennbahn – ehemals Schützenhof“. 1954 entstand der GST-Club für Sportschießen, dessen Mitglieder in den 1960er bis 1980er Jahren zu den Medaillengewinnern bei internationalen Wettbewerben gehörten, darunter elf bei Olympischen Spielen.
Am 19. Februar 1990 wurde die Leipziger Schützengesellschaft mit zunächst 30 Mitgliedern wiedergegründet.